# 335th Fighter Squadron

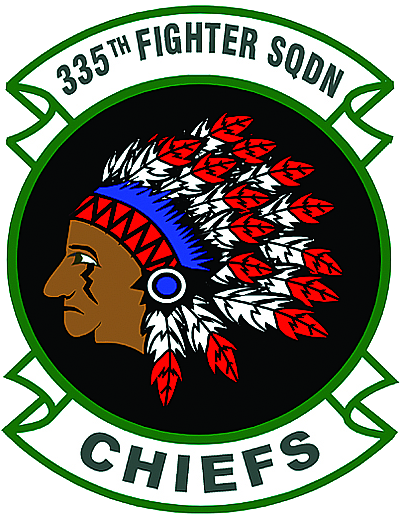
Embleem van de 335th Fighter Squadron

The 335th Fighter Squadron (335 FS) is een eenheid van de United States Air Force. De eenheid heeft haar thuisbasis op de Seymour Johnson Air Force Base (North Carolina).
De eenheid werd opgericht op 22 augustus 1942 in samenwerking met 121 squadron van de Britse Royal Air Force. Veel van de piloten die bij de Britse tak zaten, waren al Amerikaanse vrijwilligers die waren gerekruteerd vanwege het grote verlies van Britse piloten tijdens de Slag om Engeland. Het huidige logo van de 335th Fighter Squadron, het hoofd van een indianenhoofdman, is eveneens afkomstig van de Britse luchtmachteenheid. 
In de Tweede Wereldoorlog beschikte de eenheid onder andere over P-47 Thunderbolts en North American P-51 Mustangs. De eenheid vernietigde tijdens de oorlog 262 vijandige toestellen. Op 10 november 1945 werd de eenheid officieel op non-actief gesteld, maar een jaar later werd de eenheid weer nieuw leven ingeblazen. Sindsdien maken ze permanent deel uit van de Amerikaanse luchtmacht. Op 8 december 1957 kreeg de 335th Fighter Squadron haar huidige basis. 

## Symbolen

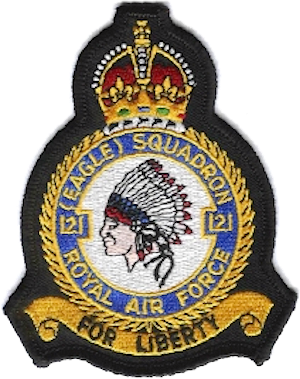
121 Eagle Squadron, RAF, 1940
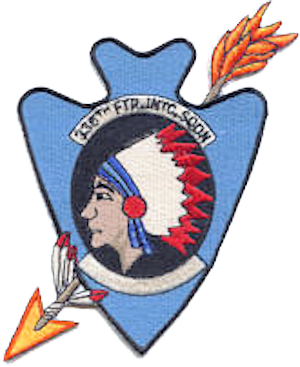
335th Fighter Squadron Korea
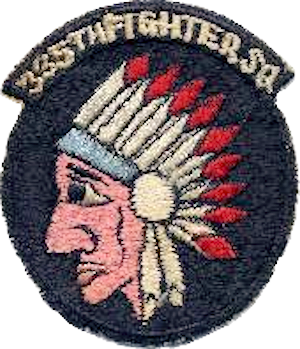
USAF 335th Fighter-Interceptor Squadron (ADC)